# Mr. Right (film 2009)
Mr. Right è film drammatico del 2009 diretto da David Morris e Jacqui Morris.

## Trama
Il film racconta la storia di alcuni individui che vivono a Londra alla ricerca del loro "Mr. Right".
- Harry è un produttore televisivo che sogna di cambiare vita. Innamorato di Alex, un aspirante attore ancora insicuro che lavora anche come ristoratore, Harry cerca di vivere in modo indipendente anche grazie all'aiuto monetario del fratello.
- Tom è un mercante d'arte di successo che ha una relazione precaria con Lars, un affascinante modello. Segretamente innamorato di Harry, Tom trova delle scuse finché Lars non lo lascia.
- William, ex giocatore di rugby divorziato, si ritrova a dover badare alla figlia Georgie proprio quando stava per iniziare una relazione con Lawrence.
- Louise, una strega, si vede con Paul, ma sospetta che il ragazzo sia gay.